# Pojmador
Pojmador (en rus: Пожмадор) és un poble de la República de Komi, a Rússia, segons el cens del 2010 tenia 12 habitants.